# 21. konjeniški polk (Italija)
21. konjeniški polk Cavalleggeri di Padova (izvirno italijansko 21º Reggimento di Cavalleria di linea) je bil konjeniški polk Kraljeve italijanske kopenske vojske.